# Pulaeus musci
Pulaeus musci är en spindeldjursart som beskrevs av Liang 1985. Pulaeus musci ingår i släktet Pulaeus och familjen Cunaxidae. Inga underarter finns listade i Catalogue of Life.